# Мицва-танк

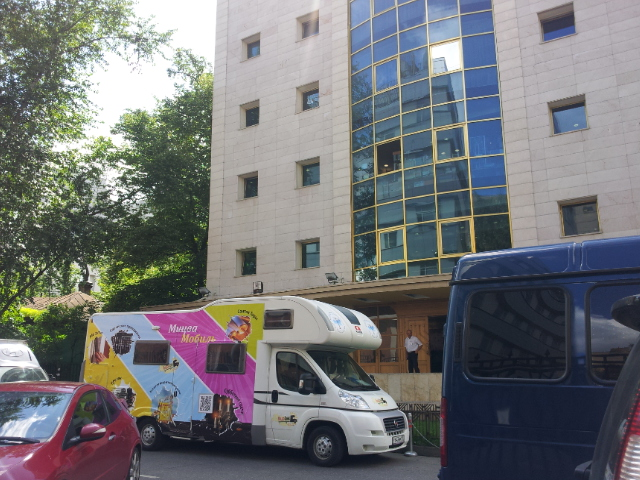
Мицва-танк у входа Московского Еврейского Общинного Центра - Хабад Любавич, июнь 2013

Мицва-танк (в ашкеназском произношении мицво-танк) — название транспортного средства, используемого хасидами движения Хабад с целью распространения информации об иудаизме и привлечения людей (евреев и неевреев) к исполнению заповедей Бога. Мицво-танк по сути является мобильной синагогой.

## Происхождение названия

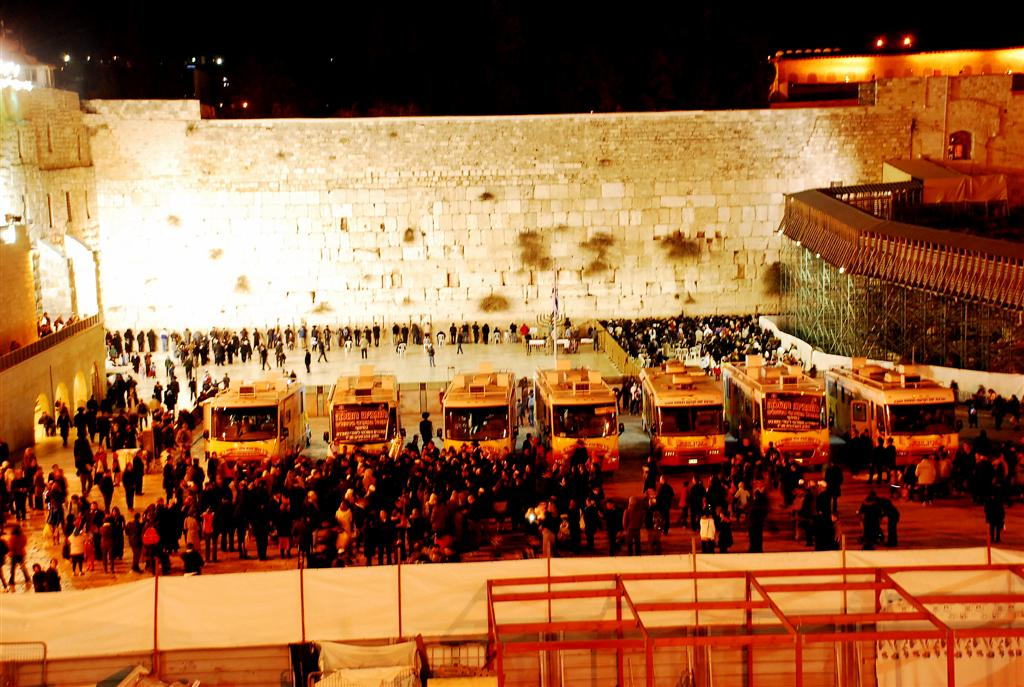
Мицво-танки у Стены Плача

Этимология: от ивр. מצוה‎ («мицва») — «заповедь» + «танк».
Происхождение названия связано с высказыванием Любавического ребе Менахема Мендла Шнеерсона: «Вот танки для войны с ассимиляцией» относительно этих машин.

## История

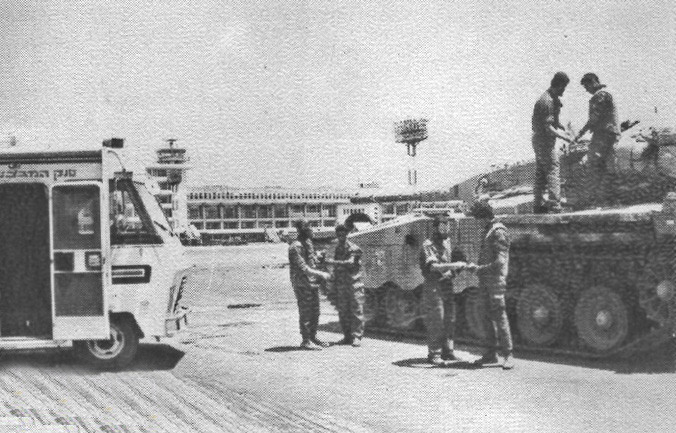
Мицво-танк в аэропорту Бейрута, Первая ливанская война

Весной 1974 года Израиль после победы в Войне Судного дня подписывает мирные соглашения с Египтом и Сирией. Любавический ребе М. М. Шнеерсон называет эти соглашения «не стоящими и клочка бумаги, на котором они написаны». Он призывает еврейский народ вспомнить о своих духовных ценностях и о Боге, даровавшем чудесную победу над врагами всего месяцы назад.
Лидер движения Хабад, раввин Шнеерсон обратился ко всем евреям мира с просьбой начать соблюдать некоторые заповеди:
- надевать Тфилин;
- изучать Тору;
- установить мезузы;
- давать деньги на благотворительность;
- иметь в своём доме еврейские святые книги;
- зажигать свечи в канун субботы и праздников.

Смыслом этой акции ребе обозначил: поблагодарить Всевышнего за чудеса победы и просить Его защиты в будущем.
Также он объяснял, что заповеди суть связь между человеком и Богом, мост между Создателем и его творением. Цитируя Маймонида, он неустанно повторял: «один человек, выполняющий всего одну заповедь, может принести, таким образом, спасение целому миру».
Чтобы увеличить количество людей, которые смогут получить доступ к информации и средствам к исполнению заповедей несколько молодых членов организации Хабад арендовали два трейлера, и на этих машинах каждый день стали развозить молодых раввинов в различные концы Нью-Йорка для агитации евреев.
После первого большого успеха было решено использовать трейлеры также как место, куда люди могут подняться, чтобы возложить тфилин. Вскоре на них появились цветные плакаты и мощные динамики, из которых звучала хасидская музыка.
Успех подобной агитации привёл к увеличению количества мицво-танков, вначале в Нью-Йорке, а затем и в других городах. Тактику использования транспортных средств со временем переняли и другие течения иудаизма, как например Брацлавский хасидизм.

### Комментарий к названию

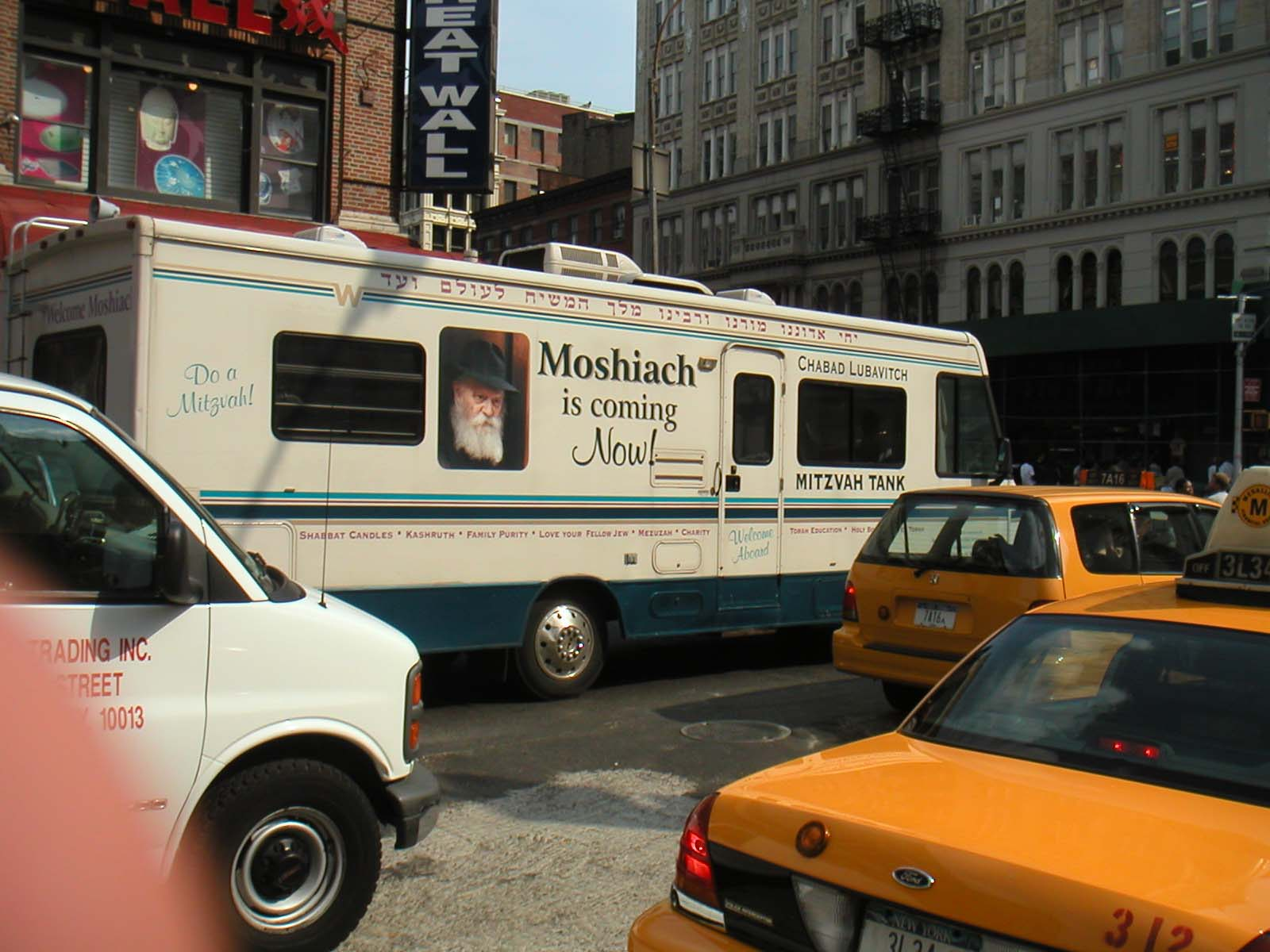
Мицво-танк в Нью-Йорке

Летом 1974 года р. Шнеерсон дал следующий комментарий на название «мицво-танк»: «ТаНК» (ивр. טנ"ק‎) — это аббревиатура названий трёх разделов Мишны: «Техарот» (очищение), «Незикин» (ущербы) и «Кодашим» (святыни). Порядок названий разделов в слове «танк» преподает нам урок о том, как правильно проложить дорогу к сердцу ближнего. Первым делом «Таарот» — очищение, перед тем, как сделать шаг навстречу товарищу, приготовь себя, приведи свои мысли, речи и деяния в порядок. Будь во всём кристально чистым.
Только после этого ты сможешь помочь другу избавиться от недостатков «Незикин» — ущербов, и приблизиться к «Кодашим» — святости Бога, Торы и заповедей.

## Мицво-танки и Армия обороны Израиля
Активную деятельность с помощью мицво-танков хасиды Хабада ведут и среди солдат Армии обороны Израиля, особенно во время боевых действий.

## Особое отношение ребе
Танки и танкисты пользовались особым расположением ребе. Чаще всего именно через них он передавал евреям на улицах мира своё традиционное «благословение и доллар».
Другим примером особого внимания есть письмо ребе одному из спонсоров: «Заслуга пожертвований на усиление еврейства в Израиле, в особенности, через Танк и ему подобное (я уверен, что Вы продолжите и приумножите в этом), поможет во всём, что Вам необходимо».